# Rhyacophila montana
Rhyacophila montana är en nattsländeart som beskrevs av Carpenter 1933. Rhyacophila montana ingår i släktet Rhyacophila och familjen rovnattsländor. Inga underarter finns listade i Catalogue of Life.